# Eparchia di Ivanovo-Voznesensk
L'eparchia di Ivanovo-Voznesensk (in russo Иваново-Вознесенская епархия?) è una diocesi della Chiesa ortodossa russa, appartenente alla metropolia di Ivanovo.

## Territorio
L'eparchia comprende le città di Ivanovo, Kochma e Vičuga e i rajon Furmanovskij, Ivanovskij, Privolžskij, e Vičugskij nella oblast' di Ivanovo nel circondario federale centrale.
Sede eparchiale è la città di Ivanovo, dove si trova la cattedrale della Dormizione.
L'eparca ha il titolo ufficiale di «metropolita di Ivanovo-Voznesensk e Vičuga».

## Storia
Non si conosce la data di erezione dell'eparchia di Ivanovo, che fu comunque contestuale alla nascita del governatorato di Ivanovo-Voznesensk nel 1918. Il 13 marzo 2002 assunse il nome di Ivanovo-Voznesensk. Con decisione del Santo Sinodo della Chiesa ortodossa russa del 7 giugno 2012, ha ceduto porzioni di territorio a vantaggio dell'erezione delle eparchie di Kinešma e di Šuja.